# Куликович, Олег Борисович
Оле́г Бори́сович Кулико́вич  (род. 13 мая 1959, Ленинград) — советский и российский актёр театра, кино и дубляжа, заслуженный артист России (2003).

## Биография
Родился 13 мая 1959 года в Ленинграде. Отец — кинооператор Борис Куликович.

### Образование
Проучился год в Щепкинском училище (класс В. И. Коршунова).
Актёрскую профессию начал постигать в Театре юношеского творчества при Ленинградском дворце пионеров в 1971 году. В 1980 году окончил ЛГИТМиК. Играл в Ленинградском ТЮЗе, Театре имени Ленсовета, Театре на Литейном. С 1988 года — актёр театра «Балтийский дом» (Санкт-Петербург).
Много снимается и является признанным мастером озвучивания. На его счету 300 озвученных ролей в кинофильмах — «Титаник», «Санта-Барбара», «Уолл Стрит», «Рыцари правосудия» и многие другие.
Жена — актриса Валентина Виноградова (род. 1955). Есть две дочери. Старшая, Любовь Куликович, — выпускница социологического факультета СПбГУ, проживает в Индии. Младшая (приёмная), Варвара Маркевич (род. 1984), — актриса театра «Балтийский дом».
В 2006 году награждён Благодарностью Законодательного Собрания Санкт-Петербурга за существенный личный вклад в развитие культуры и искусства в Санкт-Петербурге и в связи с 70-летием со дня создания Санкт-Петербургского государственного учреждения культуры «Театр-фестиваль «Балтийский дом».

## Театральные работы
- 1988 — «Разбойник» Роб. Вальзера — Франц
- 1989 — «Скупой рыцарь» А. Пушкина — Жид
- 1990 — «Тарас Бульба» Н. Гоголя — Сотник, Зозуля-Закусисало
- 1991 — «Мастер и Маргарита» М. Булгакова — Поплавский / Стёпа Лиходеев
- 1992 — «Приключения Чиполлино» Дж. Родари — Синьор Помидор
- 2004 — «Путешествия Гулливера» Дж. Свифта — Наимудрейший

## Фильмография
- 1979 — Осенний марафон — студент (нет в титрах)
- 1983 — Экипаж машины боевой — Лукьянович
- 1984 — Две версии одного столкновения — Виктор
- 1985 — Воскресный папа — папа с ребенком в кафе
- 1985 — Подсудимый — помощник адвоката
- 1986 — Сказка за сказкой (фильм-спектакль) — Янош/Шарль/Принц
- 1990 — Бакенбарды — участник "Мцырей"
- 1991 — Избиение младенцев (фильм-спектакль) —
- 1992 — А король то голый (фильм-спектакль) — Христиан
- 1999 — В зеркале Венеры —
- 2000 — Вовочка — судья
- 2001 — Убойная сила 3 — Ковалёв
- 2001 — Агентство НЛС — Борис Петрович Хромов, приятель Рубашкина
- 2001 — Начальник каруселей —
- 2002 — Недлинные истории — Шура Эрбель
- 2002 — Госпожа победа —
- 2002 — Морской узел — ведущий аукциона
- 2004 — Улицы разбитых фонарей 6 — Роман Горобов
- 2004 — Агент национальной безопасности 5 — представитель фирмы
- 2004 — Опера. Хроники убойного отдела — Пухлый
- 2005 — Брежнев — полковник Генштаба
- 2005 — Винтовая лестница — Михаил Кукин
- 2005 — Королевство кривых — Георгий Сергеевич Ильиченко, прокурор
- 2005 — Опера хроники убойного отдела 2 — Лесковский
- 2005 — Полумгла —
- 2006 — Контора — Немов
- 2006 — Расписание судеб — депутат
- 2007 — Закон мышеловки — заказчик
- 2007 — Счастье моё — Роман Аркадьевич, приятель Павла
- 2007 — Попытка к бегству — Гарик Дятлов, сотрудник РУБОПа
- 2007 — Морские дьяволы 2 — Питер
- 2007 — Ветка сирени — 1-й журналист
- 2009 — Соло для пистолета с оркестром — охранник
- 2008 — Передел. Кровь с молоком — Роговой
- 2009—2010 — Гаишники — майор
- 2010 — Гончие 3 — Караготов
- 2010/2011 — Дорожный патруль 4-11 — подполковник Кокорев
- 2010 — Тайны следствия 9 — Игорь Дмитриевич Виноградов
- 2011 — Агент особого назначения 2 — Дмитрий Осипов
- 2011 — Шеф — Евгений Леонидов, телеведущий
- 2011 — Отставник 3 — Лунёв, полковник МВД, замначальника управления
- 2012 — Ржавчина — Степан Валентинович Проклов, начальник отдела СК
- 2012 — Литейный (7 сезон) — Павел Сергеевич Ковалёв
- 2012 — Ментовские войны 7 — Евгений Семёнович, начальник Максаковой
- 2012 — Улицы разбитых фонарей 12 — Антон Сергеевич Киреев
- 2012—2013 — ППС-2 — Игнатьев
- 2012 — Предатель — Милюков
- 2013 — Государственная защита 3 — Михаил Леонтьев, бизнесмен
- 2013 — Трасса — коммерсант
- 2013 — Улицы разбитых фонарей 13 — Лучаров, полковник ФСБ
- 2013 — Жажда — Эдуард Михайлович, отчим Кости
- 2014 — Григорий Р. — начальник поезда
- 2014 — Неслучайная встреча — Грачанский, сценарист
- 2014 — Шаманка — Петр Петрович Сысолин, отец Риты, банкир
- 2014 — Лучшие враги — Петровский, бизнесмен (21-я серия «Проверка»)
- 2014 — Дознаватель 2 — Мазаев, главврач психоневрологического диспансера (16-я серия)
- 2014 — Аз воздам — Григорий Семёнович Феофанов, бизнесмен
- 2014 — Команда — Вадим Алексеевич Стеклов, рейдер
- 2015 — Морские дьяволы. Смерч 3 — Митин
- 2015 — Инспектор Купер 2 — Валерий Травников, акционер
- 2015 — Своя чужая — Виктор Павлович Отрадин
- 2015 — Профиль убийцы 2 — Павел Арнольдович Супруненко, адвокат
- 2015 — Такая работа — Илья Фурцев, председатель Фонда содействия МВД (48-я серия)
- 2015 — Бабье лето — Ленчик, сутенёр
- 2016 — Консультант — Станислав Владимирович Бенецкий, актёр
- 2016 — Так поступает женщина — директор интерната
- 2017 — Что и требовалось доказать — искусствовед в Русском музее
- 2018 — Петербург. Любовь До востребования — Николай, папа Дениса, и Лизы
- 2021 — Ключ от всех дверей — Алексей
- 2021 — Тайны следствия 21 —
- 2021 — Воскресенский — святой отец
- 2021 — Невский. Охота за архитектором — Аркадий Мурашов (13-я серия)
- 2022 — Лихач 2 — Витя
- 2022 — Маленькая тайна, большая ложь — трамватолог

## Дубляж и закадровое озвучивание

### Фильмы
- 1987 — Уолл-стрит — Бад Фокс, брокер (Чарли Шин)[2]
- 1997 — Титаник — Джек Доусон (Леонардо Ди Каприо) (дубляж 1998 года)[4]: Уильям Мэрдок (Ивэн Стюарт) (дубляж 2012 года)
- 1999 — Стюарт Литтл — Стюарт Литтл[5]
- 2002 — Стюарт Литтл 2 — Стюарт Литтл[5]
- 2004 — Пережить Рождество — Дрю Лэтэм
- 2005 — Автостопом по галактике — Артур Дент[6]
- 2011 — Маппеты — Лягушонок Кермит[7]
- 2012 — Люди в чёрном 3[8] —
- 2018 — Король вне закона — Эдуард

### Мультфильмы
- 1994 — Король Лев — гофер[2] (дубляж кинокомпании «Нева-1» по заказу компании «Disney Character Voices International», 2002 г.)
- 2006 — Сезон охоты — Олень Эллиот[9]
- 2001 — Корпорация монстров — Майк Вазовски[2][7]
- 2013 — Университет монстров — Майк Вазовски

## Озвучивание фильмов
- 1979 — В моей смерти прошу винить Клаву К. — Лаврик Корнильев (Владимир Сидоров)[5]

## Озвучивание мультфильмов
- 2004 — Алёша Попович и Тугарин Змей — Алёша Попович
- 2004 — Кот и лиса — все роли
- 2006 — Добрыня Никитич и Змей Горыныч — Змей Горыныч / один из кочевников / слуга Колывана
- 2006—н. в. — Лунтик и его друзья — Вупсень и Пупсень / муравьи / папа-жук (во 2 сезоне) / Колобок (в серии ''Только одну серию!'') / Ляпсень (в серии ''Они настоящие'')
- 2007 — Илья Муромец и Соловей-Разбойник — бандит, византийский солдат который заявил о разрушения моста
- 2007 — Маленькая Василиса — кот
- 2008 — Котополис — секретный агент
- 2010 — Секреты Лунтика — Вупсень и Пупсень
- 2010 — Три богатыря и Шамаханская царица — Алёша Попович / Змей Горыныч
- 2011 — Смешарики. Начало — фламинго-секретарь / организатор «Прыжка в бездну»
- 2011 — Иван Царевич и Серый Волк — Волшебный Клубок / старшина / богатыри
- 2011—2023 — Барбоскины — папа Барбоскиных
- 2012—2018 — Летающие звери — кот Мустафа
- 2012 — Смешарики. Новые приключения — дикарь Бу-Ханку
- 2012 — Три богатыря на дальних берегах — Алёша Попович / Змей Горыныч
- 2013 — Иван Царевич и Серый Волк 2 — старшина / богатыри
- 2014 — Три богатыря. Ход конём — Алёша Попович
- 2015 — Крепость: Щитом и мечом — Алексей Иванович, дьяк
- 2015 — Иван Царевич и Серый Волк 3 — Толстый
- 2016 — Три богатыря и морской царь — Алёша Попович / Змей Горыныч / один из зевак
- 2017 — Урфин Джюс и его деревянные солдаты — Руф Билан
- 2017 — Три богатыря и принцесса Египта — Алёша Попович / Змей Горыныч
- 2018 — Смешарики. Дежавю — импресарио
- 2018 — Три богатыря и наследница престола — Алёша Попович / лекарь
- 2019 — Иван Царевич и Серый Волк 4 — Али
- 2019 — Урфин Джюс возвращается — Руф Билан
- 2020 — Конь Юлий и большие скачки — Алёша Попович
- 2021 — Плюшевый Бум! — монах
- 2021 — Три богатыря и Конь на троне — Алёша Попович
- 2022 — Иван Царевич и Серый Волк 5 — Дуб / Харон
- 2023 — Три богатыря и Пуп Земли — Алёша Попович / Змей Горыныч
- 2024 — Три богатыря. Ни дня без подвига — Алёша Попович